# Bälinge församling, Strängnäs stift
Bälinge församling var en församling i Strängnäs stift och i Nyköpings kommun i Södermanlands län. Församlingen uppgick 1998 i Tystberga-Bälinge församling vilken 2002 uppgick i Tystbergabygdens församling. 

## Administrativ historik
Församlingen har medeltida ursprung.
Församlingen var till 1941 moderförsamling i pastoratet Bälinge och Tystberga för att från 1941 till 1998 vara annexförsamling i pastoratet Tystberga och Bälinge. Församlingen uppgick 1998 i Tystberga-Bälinge församling.

## Kyrkor
- Bälinge kyrka

## Klockare och organister
| Ämbetstid | Namn                   | Levnadstid | Övrigt                 |
| --------- | ---------------------- | ---------- | ---------------------- |
| 1704      | Nils                   |            | Klockare               |
| 1712-1730 | Erik Åhrman            |            | Organist och klockare  |
| 1733-1755 | Olof Åhrman            |            | Organist och klockare  |
| 1756-1768 | Petter Boman           |            | Organist och klockare  |
| 1769-1790 | Israel Lindberg        |            | Klockare och organist. |
| 1794-1820 | Johan Hindrik Lundgren | 1777-      | Klockare och organist  |